# Teddy Newton
Teddy Newton (Encino, Los Angeles, 3 de março de 1964) é um cineasta e animador da Pixar norte-americano. Como reconhecimento, foi nomeado ao Oscar 2011 na categoria de Melhor Animação em Curta-metragem por Day & Night.